# Uniwersytet Rice’a
Uniwersytet Rice’a (ang. Rice University, oficjalnie William Marsh Rice University) – amerykański uniwersytet niepubliczny w Houston, w stanie Teksas, założony w 1912 pod nazwą William Marsh Rice Institute for the Advancement of Letters, Science and Art.
Liczba osób przyjętych na studia na Uniwersytecie Rice’a w roku akademickim 2018/2019 wyniosła ponad siedem tysięcy.